# Национално знаме на Тунис
Националното знаме на Тунис е символ на Тунис. В настоящия си вид флагът съществува още от времето, когато страната е била френски протекторат, а на 1 юни 1959 г. е провъзгласен за държавен флаг на Република Тунис. Знамето представлява червен фон, с бял кръг в центъра. В кръгът са изобразени червен полумесец и звезда символизиращи официалната религия в страната – исляма.
| Портал | Портал „Африка“ съдържа още много статии, свързани с Африка. Можете да се включите към Уикипроект „Африка“. |